# Географија Мадагаскара
Мадагаскар је велико острво у Индијском океану поред источне обале јужне Африке, источно од Мозамбика. Има укупну површину од 587.040 км² са 581.540 км² земље и 5.500 км² воде. Мадагаскар је четврто по величини острво и друга по величини острвска држава на свету.  Највиша тачка је Маромокотро, у региону Масива Царатанана на северу острва, на 2.876 m. Главни град Антананариво налази се у Централном висоравни близу центра острва. Мадагаскар се налази 400 km источно од континенталне Африке. 

## Географске регије
Мадагаскар се може поделити на пет општих географских региона: источна обала, масив Царатанана, централно горје, западна обала и југозападна. Највиша надморска висина паралелна је са источном обалом.  Укупна површина је 587.040 км², што га чини другом по величини острвском државом на свету. 

### Источна обала
Источна обала се састоји од уског појаса низина широких око педесет километара, формираних од таложења алувијалног тла, и средње зоне састављене од стрмих литица које се смењују са јаругама које се граниче са стрмином од око 500 m на надморској висини, која омогућава приступ Централној висоравни. Обални регион отприлике од северно од залива Антонгил, најистакнутијег обележја на полуострву Масоала, до крајњег севера острва. Обала је равна, са изузетком залива, који нуди мање природних лука него западна обала. 
Канал Пангаланес, лагуна дуга 800 m, настала је природним испирањем песка на острву струјама Индијског океана и замуљавањем река, карактеристика је обале; коришћен је и као превозно средство уз обалу и као рибарско подручје. Плажа се стрмо спушта у дубоку воду. Источна обала се сматра опасном за пливаче и наутичаре због великог броја ајкула које посећују обалу. 

### Масив Царатанана
Регион Масива Царатанана на северном крају острва садржи Маромокотро, највишу тачку на острву са 2.880 m. Даље од ње је Амбохитра, која је вулканског порекла. Обала је дубоко разведена; две истакнуте карактеристике су природна лука Антсиранана (Дијего Суарез), јужно од Главе ћилибара (Тањон и Бобаомби), и велико острво Носи Бе на западу. Планинска топографија масива Царатанана ограничава потенцијал луке у Антсиранани тако што омета проток саобраћаја из других делова острва. 

### Централна висораван
Централна висораван, које се креће од 800 до 1.800 m надморске висине, садрже широку лепезу топографија: заобљена и еродирана брда, масивне гранитне изданке, угашене вулкане, еродиране пенеплане и алувијалне равнице и мочваре, које су претворене у наводњавана пиринчана поља. Централна висораван се простире од масива Царатанана на северу до масива Ивакоани на југу. Они су прилично јасно дефинисани стрминама дуж источне обале, а благо се спуштају ка западној обали. Централна висораван укључује Ањафи; вулканске формације Итаси (језеро Итаси је у вулканском кратеру) и масив Анкаратра, достижући висину од 2.643 m. Масив Исало лежи између централних висоравни и западне обале. 
Антананариво, национална престоница, налази се у северном делу Централног висоравни на 1.276 m изнад нивоа мора. Истакнута карактеристика Централног горја је долина расцепа која се протеже од севера ка југу, која се налази источно од Антананарива и укључује Лак Алаотру, највећу водену површину на острву. Језеро се налази 761 m изнад нивоа мора и омеђен је са две литице, које се уздижу 701 m на западу и 488 m на истоку, који чине зидове долине. Овај регион је искусио геолошко слегање, а подрхтавања земље су честа. 

### Западна обала
Западна обала, састављена од седиментних формација, је разведенија од источне обале, тако да нуди низ лука заштићених од циклона, као што је лука Махајанга. Дубоки заливи и добро заштићене луке од давнина су привлачиле истраживаче, трговце и пирате из Европе, Африке и Блиског истока; стога је ово подручје служило као важан мост између Мадагаскара и спољашњег света. Засипање лука на овој обали, узроковано седиментом од високог нивоа ерозије у унутрашњости Мадагаскара, представља велики проблем. Широке алувијалне равнице које се налазе на обали између Махајанге и Толијаре, за које се верује да имају велики пољопривредни потенцијал, слабо су насељене, на многим местима прекривене мочварама мангрова Мадагаскара, и остају углавном неистражене, иако су минерали и угљоводоници предмет истраживачких активности. Огромна нафтна поља Цимироро (тешка нафта) и Бемоланга (ултра тешка нафта) леже према западу острва. 

### Југозапад
На југозападу се на истоку граничи са масивом Ивакоани, а на северу са масивом Исала. Обухвата два региона дуж јужне обале, висораван Махафали и пустињски регион који заузима народ Антандрој. 

## Реке и језера
Реке Мананара и Мангоро теку од Централне висоравни ка источној обали, као и Манингори, који тече из језера Алаотра. Друге реке које теку на исток у Индијски океан су Бемариво, Ивондро и Манањари. Ове реке имају тенденцију да буду кратке јер се слив налази близу источне обале. Захваљујући стрмим узвишењима, брзо теку, често преко спектакуларних водопада.
Реке које теку ка западној обали уливају се у Мозамбички канал и обично су дуже и имају мањи нагиб. Главне реке на западној обали су Самбирано, Махајамба, Бецибока (део Махајанге се налази на ушћу), Манија, Северни и Јужни Махавави, Мангоки и Онилахи. Икопа, која протиче поред Антананарива, притока је Бецибоке. Онилахи, који се налазе у најсушнијем делу острва, повремено пресуши током суше.

Важна језера, осим Алаотре, укључују језеро Кинкони на северозападу, језеро Итаси у центру и језеро Ихотри на југозападу.
- Река Мајахило код Миандриваза
- Ова фотографија астронаута истиче два естуарија дуж северозападне обале Мадагаскара
- Река Цирибихина
- Језеро Тритива

## Географске карактеристике

### Сомалијска плоча
Мадагаскар је настао као део суперконтинента Гондвана. Његова западна обала је настала када се Африка одвојила од Гондване пре око 165 милиона година. Мадагаскар се на крају одвојио од Индије пре око 88 милиона година. Геолошки се налази унутар Сомалијске плоче.

### Земљишта
Мадагаскар је назван "Велико црвено острво" због истакнутог црвеног латеритног земљишта. Црвене земље преовлађују у Централном висоравни, иако има много богатијег земљишта у регионима некадашње вулканске активности, Итаси и Анкаратра, и Царатанана на северу. Уски појас алувијалног земљишта налази се дуж источне обале и на ушћима већих река на западној обали; мешавине глине, песка и кречњака налазе се на западу; а на југу се налазе плитки или скелетни латерит и кречњак. Крчење шума и испаша изазивају агресивну ерозију на многим локацијама. 

### Тидал плоче
Недавна глобална анализа даљинског истраживања показала је да постоји 1.748 км² плиме и осеке на Мадагаскару, што га чини 18. рангираном земљом по томе колико се плиме и осеке тамо дешава. 

## Клима
Клима је тропска дуж обале, умерена у унутрашњости и сушна на југу. Временом доминирају југоисточни пасати који потичу из антициклона Индијског океана, центра високог атмосферског притиска који сезонски мења свој положај над океаном. Мадагаскар има две сезоне: топлу, влажну сезону од новембра до априла; и хладнија, сува сезона од маја до октобра. Међутим, постоје велике варијације у клими због надморске висине и положаја у односу на доминантне ветрове. Све у свему, површинских вода има највише дуж источне обале и на крајњем северу (са изузетком области око Кап д'Амбра, где има релативно мало површинских вода). Количина се смањује на западу и југу, а најсушнији предели су на крајњем југу.
Источна обала има климу тропских прашума; будући да је најдиректније изложен пасатима, има највише падавина, у просеку чак 4.000 mm (157,5 in) годишње понегде. Овај регион има топлу, влажну климу у којој су тропске грознице ендемске. Деструктивни циклони се јављају током кишне сезоне, долазећи углавном из правца Маскаренских острва . Пошто кишни облаци испуштају велики део своје влаге источно од највиших надморских висина на острву, Централна висораван је сува, а због надморске висине и хладнија. Олуја са грмљавином је уобичајена током кишне сезоне у Централном висоравни и источним приморским низијама.
Антананариво прима практично свих својих просечних 1.400 mm (55,1 in) годишње падавина између новембра и априла. Сува сезона је сунчана, мада донекле прохладна, посебно ујутру. Иако су мразеви ретки у Антананариву, они су уобичајени на вишим надморским висинама. Град је уобичајен у многим вишим деловима острва (укључујући Антананариво), али снежних падавина нема осим на масиву Анкаратре где је изнад 2.400 m (7.874 ft) може повремено пасти, па чак и остати неколико дана.
Западна обала је сува од источне обале или централног брдског појаса јер пасати губе влажност док стигну до овог региона. Југозапад и крајњи југ су полупустиња; само 330 mm (13 in) киша пада годишње у Толијари .

### Климатске промене
Климатске промене представљају значајну претњу животној средини и људима Мадагаскара. Климатске промене су подигле температуре, продужиле сушну сезону и довеле до интензивнијих тропских олуја. Јединствени екосистеми земље, животињски и биљни свет су под утицајем.
Предвиђа се да ће климатске промене довести до смањења коралних гребена и шумских станишта и угрозити аутохтоне врсте као што су лемури. Људска популација је веома рањива због тешких утицаја на воду и пољопривреду, са импликацијама на сигурност хране. Очекује се и пораст заразних болести. Мадагаскар је потписник Париског споразума и поставио је циљеве за прилагођавање климатским променама, иако се њихова имплементација суочава са изазовима због релативног сиромаштва земље.Шаблон:Excerpt

### Циклони
Мадагаскар повремено доживљава утицај циклона. Током 2-4 фебруара 1994, Мадагаскар је погодио циклон Гералда. Циклон је убио седамдесет људи и уништио довољно имовине да око 500.000 остане без крова над главом, укључујући 30.000 у Антананариву и 80.000 у Тоамасини. Циклон је такође значајно оштетио инфраструктуру земље, пре свега приобалне путеве, железницу и телекомуникације, као и пољопривреду. Штета је процењена на 45 милиона долара.
Током 1-18. марта 2004, Мадагаскар је био под утицајем циклона Гафило, најинтензивнијег тропског циклона икада забележеног у југозападном Индијском океану. Национални савет за спасавање у Антананариву пријавио је 237 мртвих, 181 несталог, 879 повређених и 304.000 бескућника (174.000 само у Анталахи). Уништено је више од 20.000 домова, као и 413 јавних зграда и 3.400 школа је оштећено, укључујући 1.400 потпуно уништених школа. Циклон је оставио штету од 250 милиона долара.
У фебруару 2022. године, циклон Бацирај је убио најмање 10 људи и изазвао поплаве, нестанке струје и структурна оштећења, само неколико недеља након што је циклон Ана убио 55 и раселио 130.000 људи на острву. 

## Флора и фауна
Острво Мадагаскар је описано као „алтернативни свет“ или „раздвојени свет“ због јединствености и реткости многих његових биљних и животињских врста. Верује се да њихове карактеристике одражавају порекло острва као дела Гондваналенда и његову милионску изолацију након распада копна.
Многе карактеристичне афричке врсте — велики сисари као што су слон, носорог, жирафа, зебра и антилопа и грабежљивци као што су лавови и леопарди — не постоје на Мадагаскару. Поред тога, острво је поштеђено велике разноликости змија отровница аутохтоних на афричком континенту. Иако се претпоставља да је већина животних облика на острву имала афричко (или јужноамеричко) порекло, изолација је омогућила старим врстама — другде изумрлим — да преживе и новим врстама јединственим за острво да еволуирају. Дакле, велики број врста биљака, инсеката, гмизаваца и риба је ендемски за Мадагаскар, а све аутохтоне врсте копнених сисара — укупно 66 — јединствене су за острво.
Мадагаскар је некада био скоро у потпуности прекривен шумама, али пракса сечења и спаљивања за узгој сувог пиринча оголила је већину пејзажа, посебно у Централном висоравни. Кишне шуме су концентрисане на стрмим обронцима дуж витке осе север-југ која се граничи са источном обалом, од масива Царатанана на северу до Толањара на југу. Секундарни раст, који је заменио првобитну шуму и састоји се у великој мери од путничког дрвећа, палме рафије и баобаба, налази се на многим местима дуж источне обале и на северу. Вегетација Централне висоравни и западне обале је највећим делом савана или степа, а преовладава груба преријска трава где ерозија није открила наранџасто-црвено латеритско земљиште. На југозападу вегетација је прилагођена пустињским условима.
Преостала кишна шума садржи велики број јединствених биљних врста. Земља има око 900 врста орхидеја. На обалама расту банане, манго, кокос, ванила и друге тропске биљке, а данас је распрострањено дрво еукалиптуса, донето из Аустралије.
Дрво и дрвени угаљ из шума се користе за подмиривање 80% домаћих потреба за горивом. Као резултат тога, дрво је постало ретко. Светска банка је 1990. године покренула еколошки програм који је повећао садњу бора и еукалиптуса да би се задовољиле потребе за горивом.

## Природни ресурси
Мадагаскар има низ природних ресурса, укључујући графит, хромит, угаљ, боксит, елементе ретких земаља, со, кварц, катрански песак, полудраго камење и лискун. Постоје и риболовна подручја на мору и потенцијал за хидроенергетику. У 2011. години процењено је да је 5,96% површине коришћено за оранице, а 1,02% има трајне усеве. Двадесет шест одсто земљишта је пошумљено. Већина становништва зависи од самоодрживости, углавном пиринча и стоке . Производни сектор је мали, али расте.

## Еколошки проблеми
Мадагаскар тренутно пати у неким областима од ерозије тла као последица крчења шума и прекомерне испаше, дезертификације и контаминације површинских вода сировом канализацијом и органским отпадом. Неколико врста флоре и фауне које су јединствене за острва је угрожено. Редовни циклони изазивају поплаве у нижим обалним регионима.

## Екстремне тачке
Ово је листа екстремних тачака Мадагаскара, тачака које су даље на северу, југу, истоку или западу од било које друге локације.
- Најсевернија тачка - Глава ћилибара, провинција Антсиранана на 11°57′00″ЈГШ 49°15′56″ИГД
- Најисточнија тачка - Иле Нгонци, провинција Антсиранана на 15°15′48″ЈГШ 50°29′36″ИГД
- Најисточнија тачка (копно) - Кап Ест, провинција Антсиранана на 15°15′56″ЈГШ 50°29′10″ ИГД
- Најјужнија тачка - Рт Вохимена, провинција Толиара на 25°36′24″ ЈГШ 45°10′02″ ИГД
- Најзападнија тачка - Носи Хао, провинција Толијара на 22°05′13″ ЈГШ 43°11′18″ ИГД
- Најзападнија тачка (копно) -  Мананонока, провинција Толиара на 22°15′04″ ЈГШ 43°13′13″ ИГД